# ۱۰۷۹ (خورشیدی)
۱۰۷۹ هزار و هفتاد و نهمین سال هجری خورشیدی است.